# Asclepias sullivantii
Asclepias sullivantii ist eine Pflanzenart der Gattung Seidenpflanzen (Asclepias) aus der Unterfamilie der Seidenpflanzengewächse (Asclepiadoideae).

## Merkmale

### Vegetative Merkmale
Asclepias sullivantii ist eine ausdauernde, krautige, aufrecht wachsende Pflanze mit einer tiefreichenden, fleischigen Pfahlwurzel. Die steifen, einjährigen Triebe sind unverzweigt, 60 bis 90 cm (40 bis 110 cm) hoch und kahl. Sie sind leicht mit einer wachsartigen Substanz überzogen. Sie sterben im Herbst komplett ab und treiben im Frühjahr aus dem Wurzelstock wieder aus. Die Blätter sind sehr kurz gestielt bis ungestielt und geständig angeordnet. Die festhäutigen bis leicht sukkulenten Blattspreiten sind breit-eiförmig bis breit-elliptisch oder auch länglich-lanzettlich; 9 bis 15 cm lang und 2 bis 9 cm breit. Das äußere Ende ist breit-stumpf zulaufend bis gerundet, die Basis breit gerundet bis breit und flach herzförmig bis leicht stängelumfassend. Sie sind kahl und leicht wachsartig überzogen. Die Ränder sind leicht gewellt. Die mittlere Blattader ist leicht pinkfarben oder rötlich. Die Blattspreiten sind in Relation zur Sprossachse stark nach oben gerichtet.

### Blütenstand und Blüten
Die gestielten Blütenstände sitzen seitlich an den oberen Nodien. Sie sind meist vielblütig (bis etwa 20 Blüten pro Blütenstand) und kugelig. Die kahlen Stiele sind kräftig und 1 bis 6 cm lang. Die Blüten sind eher groß mit 2 bis 4 cm langen Stielen. Die Kelchblätter sind lanzettlich-elliptisch und 5 bis 6 mm lang. Die Blütenkrone ist radförmig mit stark zurückgebogenen, purpurfarbenen bis roséfarbenen Kronblättern. Die Zipfel sind 9 bis 11 mm lang. Die einreihige Nebenkrone ist blassrosa und kurz gestielt. Der Stiel ist breit-verkehrtkonisch, ungefähr 2 mm lang und 2,5 bis 3 mm breit. Die kapuzenförmigen Zipfel der Nebenkrone sind im Umriss breit-eiförmig und 5 bis 6 mm lang. Die hornförmigen Sekundärfortsätze an liegen an den Innenseiten der Zipfel an; sie sind etwas kürzer als Zipfel. Sie sind sichelförmig und am äußeren Ende abrupt nach innen gekrümmt. Der Griffelkopf ist konisch geformt mit einer abgeflachten Oberseite; er ist 3 mm lang und 4 mm breit.

### Früchte und Samen
Die Balgfrüchte stehen aufrecht auf U-förmig gekrümmten Stielen. Sie sind dick-spindelig, 8 bis 10 cm lang und kurz geschnäbelt. Die Oberfläche ist gewöhnlich mehr oder weniger stachelig und sehr fein flaumig behaart bis kahl. Die Samen sind breit-elliptisch, etwa 8 mm lang und mit einem weißen, 4,5 cm Haarschopf versehen.

## Geographische Verbreitung und Ökologie
Das Verbreitungsgebiet der Art erstreckt sich über die Prärien von Südkanada (Ontario) über den mittleren Westen der USA (Illinois, Indiana, Iowa, Kansas, Michigan, Minnesota, Missouri, Nebraska, North Dakota, Ohio, Oklahoma, South Dakota, Wisconsin) bis nach Arkansas. Sie wächst dort in etwas feuchteren Prärien, alluvialen Wiesen, und niedrig liegendem Land; verbreitet sich aber auch an den Straßenrändern. Die Blütezeit ist von Juni bis August.

## Taxonomie
Das Taxon wurde 1848 von Asa Gray nach einem Manuskript oder Manuskriptnamen von George Engelmann erstmals beschrieben. Es sind keine Synonyme bekannt.

## Belege